# Ninhursag Corona
La Ninhursag Corona è una struttura geologica della superficie di Venere.